# Othemars
Othemars is een plaats in de gemeente, landschap en eiland Gotland en de provincie Gotlands län in Zweden. De plaats heeft 77 inwoners (2005) en een oppervlakte van 28 hectare.